# Eric Pearce
Eric Pearce, né le 29 octobre 1931, est un joueur australien de hockey sur gazon.

## Biographie
Eric Pearce fait partie de l'équipe nationale australienne médaillée de bronze aux Jeux olympiques d'été de 1964 à Tokyo et médaillée d'argent aux Jeux olympiques d'été de 1968 à Mexico. Il participe également aux Jeux olympiques d'été de 1956 et aux Jeux olympiques d'été de 1960.

## Famille
Il est le frère des joueurs de hockey sur gazon Julian Pearce, Gordon Pearce (en) et Mel Pearce (en) et le père de la joueuse de hockey sur gazon Colleen Pearce (en).